# Arboretum Lassas Hagar

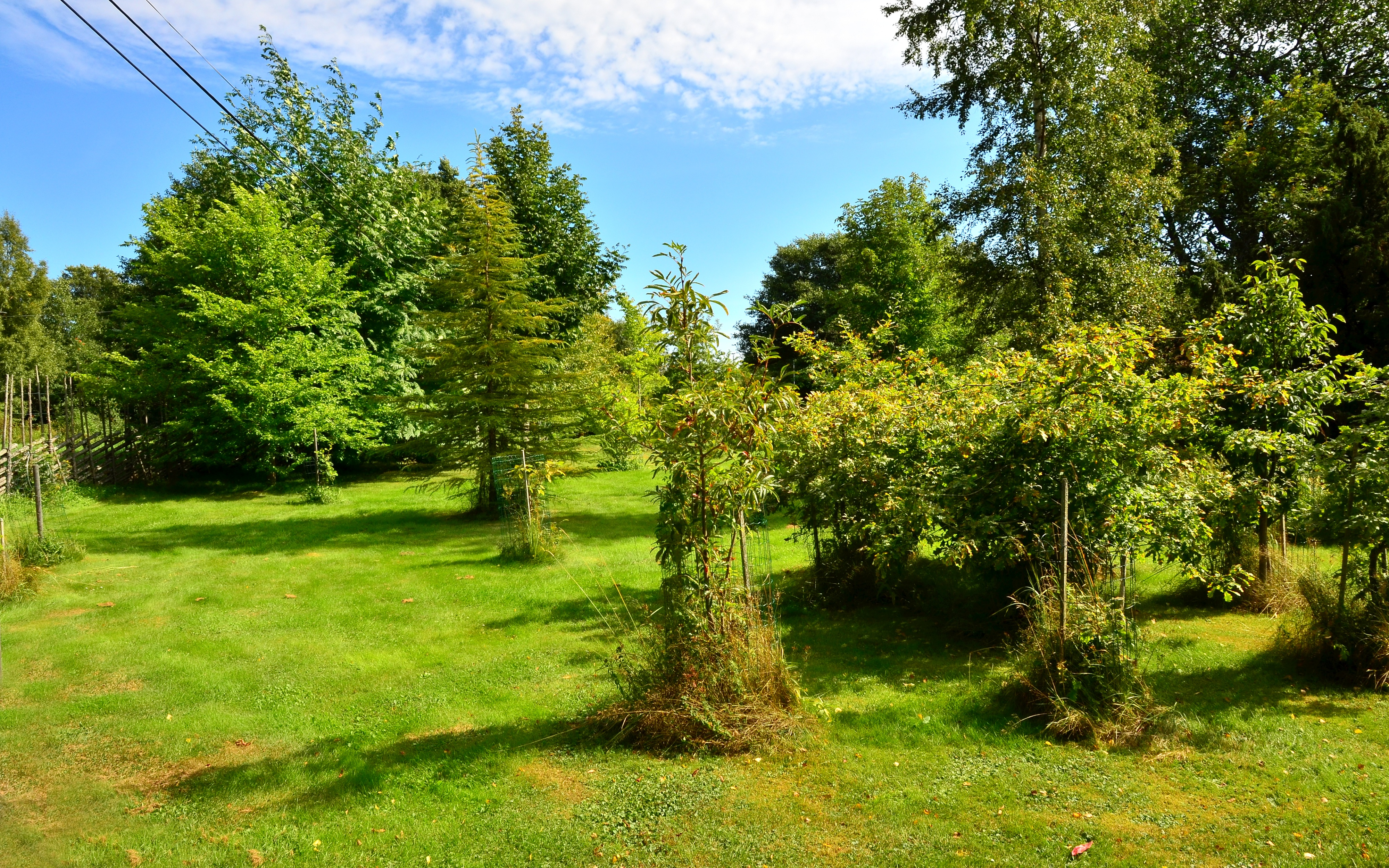
Arboretum Lassas Hagar på Svartlöga i Stockholms skärgård.

Arboretum Lassas Hagar är ett arboretum (trädgård för buskar och träd) i växtzon 2 på ön Svartlöga i Stockholms norra skärgård i Norrtälje kommun.
Arboretet, som sedan 2005 drivs som en privat stiftelse, är beläget strax väster om Svartlöga by och omfattar fem hektar huvudsakligen gammal ängs- och betesmark. Arboretet ligger i en från vind tämligen skyddad sänka omgiven av skogsridåer och hyser mer än 2 000 exotiska träd och buskar.
De första planteringarna gjordes 1980 av Sten och Barbro Ridderlöf på deras då nyinköpta fritidstomt. Med början i mitten på 1990-talet har Sten Ridderlöf företagit 15 växtinsamlingsresor till områden utanför Europa som hyser ett likartat klimat som den svenska ostkustens. Enastående väl anpassade i arboretet tycks lignoser (de vedartade växterna) vara från södra Kurilerna, Sachalin och Nordkorea. Men även insamlingar gjorda i högre terräng i Sydkorea och norra Japan fungerar väl, liksom från högt belägna bergsmassiv i Kina. Eldslandet i södra Argentina och Chile har bidragit med ett par någorlunda härdiga klimatraser (provenienser) av de i Sverige sällsynta sydbokarna (släktet Nothofagus). Inriktningen för såväl de ursprungliga planteringarna som de hemförda växterna är att finna ovanliga arter eller ekotyper som har ett stort skönhetsvärde och som är anpassade till ostkustens klimat, särskilt Stockholmstraktens. Arboretet hyser en samling, men i ett fåtal exemplar, av sällsynta ekar, lönnar, magnolior, cedrar, rododendron och ädelgranar. De flesta med ett långt sydligare ursprung än arboretets geografiska läge. Arboretum Lassas Hagar har också en innehållsrik vattenträdgård. Den har utvecklats efter att ett tiotal dammar, sedermera förbundna med dekorativa broar, har grävts ur en igenväxt flad, det vill säga grund vik eller infjärd som avskilts från havet genom landhöjning.
Guidade turer för grupper kan bokas i förväg. Det finns även möjlighet till enskilda besök.